# 梶田隆章
梶田 隆章（かじた たかあき、1959年（昭和34年）3月9日 - ）は、日本の物理学者。専門はニュートリノ物理学。学位は、理学博士（東京大学・1986年）。東京大学卓越教授・特別栄誉教授・宇宙線研究所所長（第8代）・教授・カブリ数物連携宇宙研究機構主任研究員、埼玉大学フェロー、東京理科大学理工学部非常勤講師、内閣府総合科学技術・イノベーション会議議員。2015年、ノーベル物理学賞受賞、文化功労者、文化勲章受章。
東京大学宇宙線研究所助教授、東京大学宇宙線研究所附属宇宙ニュートリノ観測情報融合センターセンター長（初代）、日本学術会議会長（第30代）などを歴任した。

## 概要
埼玉県東松山市出身の物理学者。専門はニュートリノ研究。ニュートリノ振動の発見により、2015年にアーサー・B・マクドナルドと共にノーベル物理学賞を受賞した。2017年度より朝日賞選考委員を務めている。2020年度より日本学術会議会長（第25期）。 東京大学の宇宙線研究所にて長年にわたり研究に従事し、助手、助教授、教授を務めており、2008年には所長に就任した。同研究所の附属宇宙ニュートリノ観測情報融合センターにおいてはセンター長を兼務した。そのほか、カブリ数物連携宇宙研究機構の主任研究員も兼務した。また、東京大学より2016年には特別栄誉教授の称号が授与され、2017年には卓越教授の称号が授与された。母校である埼玉大学からは、2015年にフェローに任じられた。

## 略歴

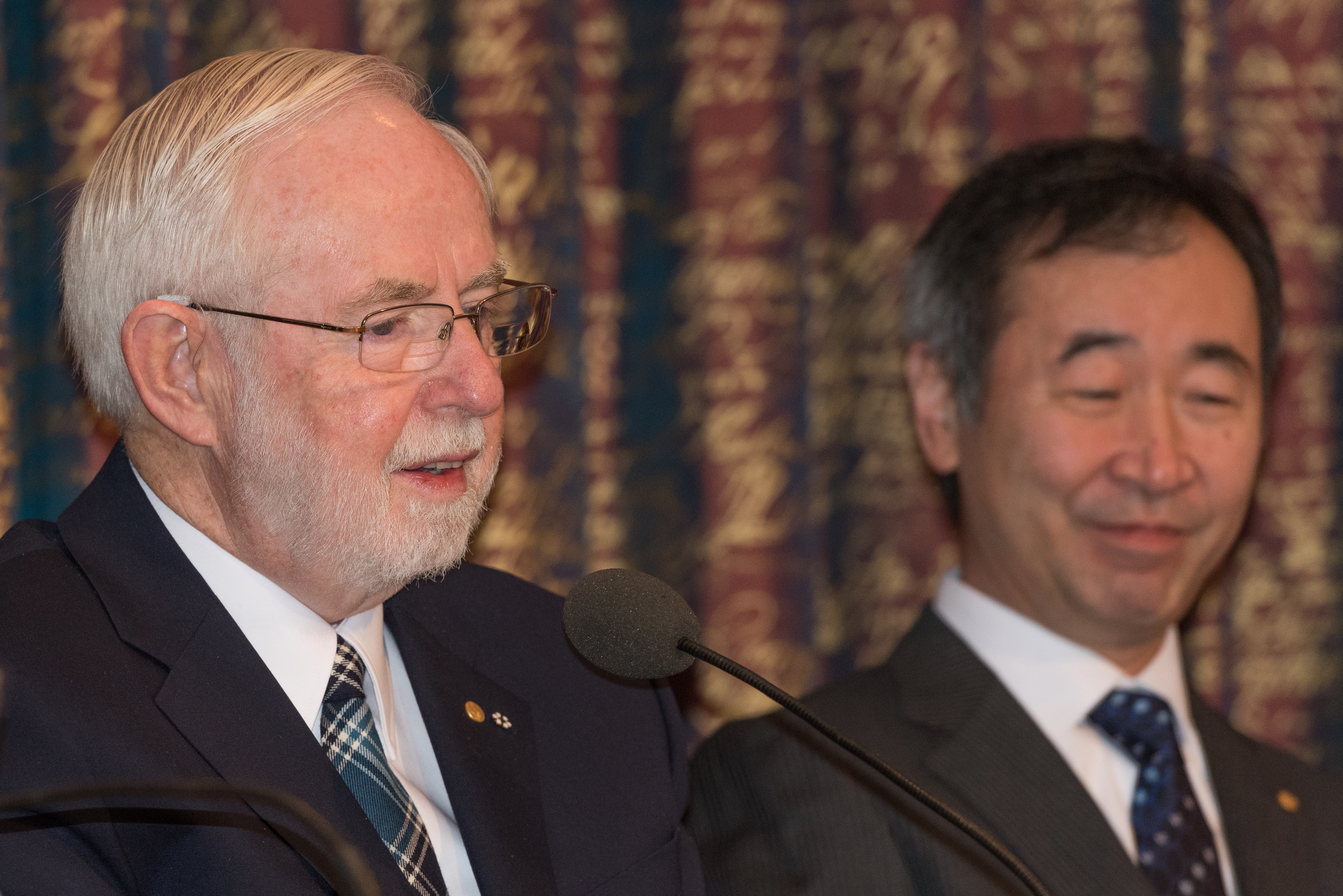
2015年12月7日、ノーベル物理学賞を受賞したアーサー・B・マクドナルドと

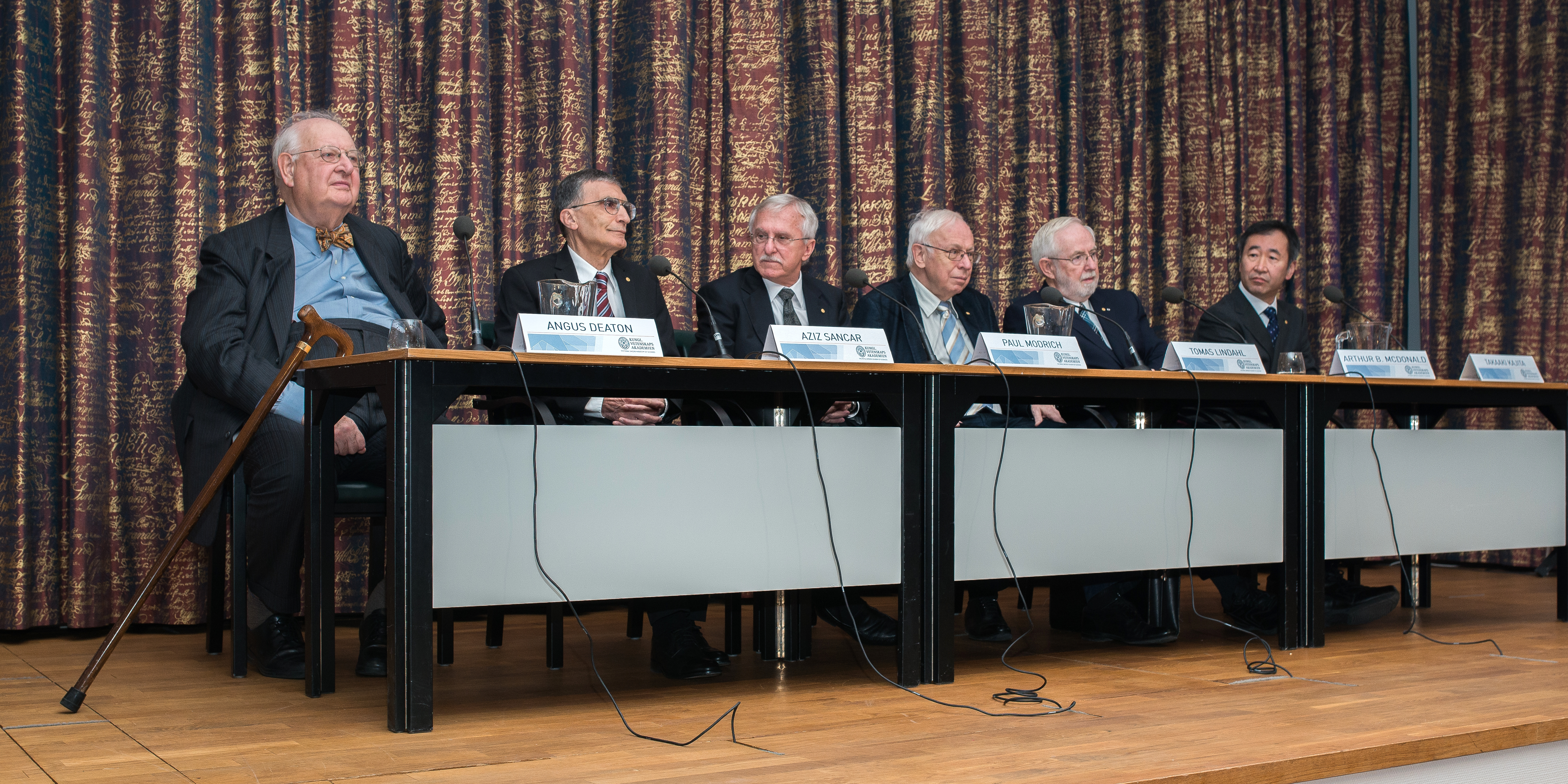
2015年12月7日、ノーベル賞を受賞したアンガス・ディートン、アジズ・サンジャル、ポール・モドリッチ、トマス・リンダール、アーサー・B・マクドナルドと

- 1971年 - 東松山市立野本小学校卒業
- 1974年 - 東松山市立南中学校卒業
- 1977年 - 埼玉県立川越高等学校卒業
- 1981年 - 埼玉大学理学部物理学科卒業
- 1983年 - 東京大学大学院理学系研究科物理学専攻博士前期課程修了
- 1986年
  - 東京大学大学院理学系研究科物理学専攻博士後期課程修了。「Search for nucleon decays into anti-neutrino plus mesons（反ニュートリノと中間子への核子崩壊の探索）」で理学博士（東京大学、1986年）。
  - 東京大学理学部附属素粒子物理国際研究センター助手[10]
- 1988年 - 東京大学宇宙線研究所助手
- 1992年 - 東京大学宇宙線研究所助教授
- 1999年 - 東京大学宇宙線研究所教授、同研究所附属宇宙ニュートリノ観測情報融合センター長[4]
- 2007年 - 東京大学国際高等研究所カブリ数物連携宇宙研究機構主任研究員[11]兼務
- 2008年 - 東京大学宇宙線研究所長
- 2015年 - 埼玉大学フェロー[12]
- 2016年 - 東京大学特別栄誉教授[5]
- 2017年 - 東京大学卓越教授[13]、第24期日本学術会議会員[14]
- 2020年 - 第25期日本学術会議会員、同会長[9]

## 人物

### 生い立ち
1959年3月9日、埼玉県東松山市の農家に生まれる。幼少期から特に自然に興味があったわけではなかったが、読書が好きで、両親に「お茶の水博士になりたい」と話したこともあった。
暗記よりも考える勉強を好み、高校の授業では物理、生物、世界史、日本史などに興味を持ち、特に地学が好きだった。苦手科目は古文と漢文。中学時代の身長は150センチメートル程度だったが、高校に入ってから180センチメートルを超えるまで伸びた。
埼玉大学で物理学を専攻して素粒子に興味を持つようになる。研究者になれる自信はなくあまり勉強していなかったが、大学3年次に大学院に進学することを決意した。
成績は小中学校では一夜漬けの勉強でもトップクラスだったが、県内の進学校である高校では中の下程度で、大学時代は高校から続けていた弓道の部活動に熱中し、大学院入試は全く解けなかったという。妻とは埼玉大学弓道部で3年次に共に副将を務めた。大学院で研究に本腰を入れるようになる。

### 学歴
埼玉大学理学部を卒業後、東京大学大学院理学系研究科に進学する。小柴昌俊研究室に所属し、この頃から小柴、戸塚洋二の下で宇宙線研究に従事する。素粒子に特に強い関心があったわけではなかったが、「何となく興味があった」という理由で研究室を選んだという。

### 性格

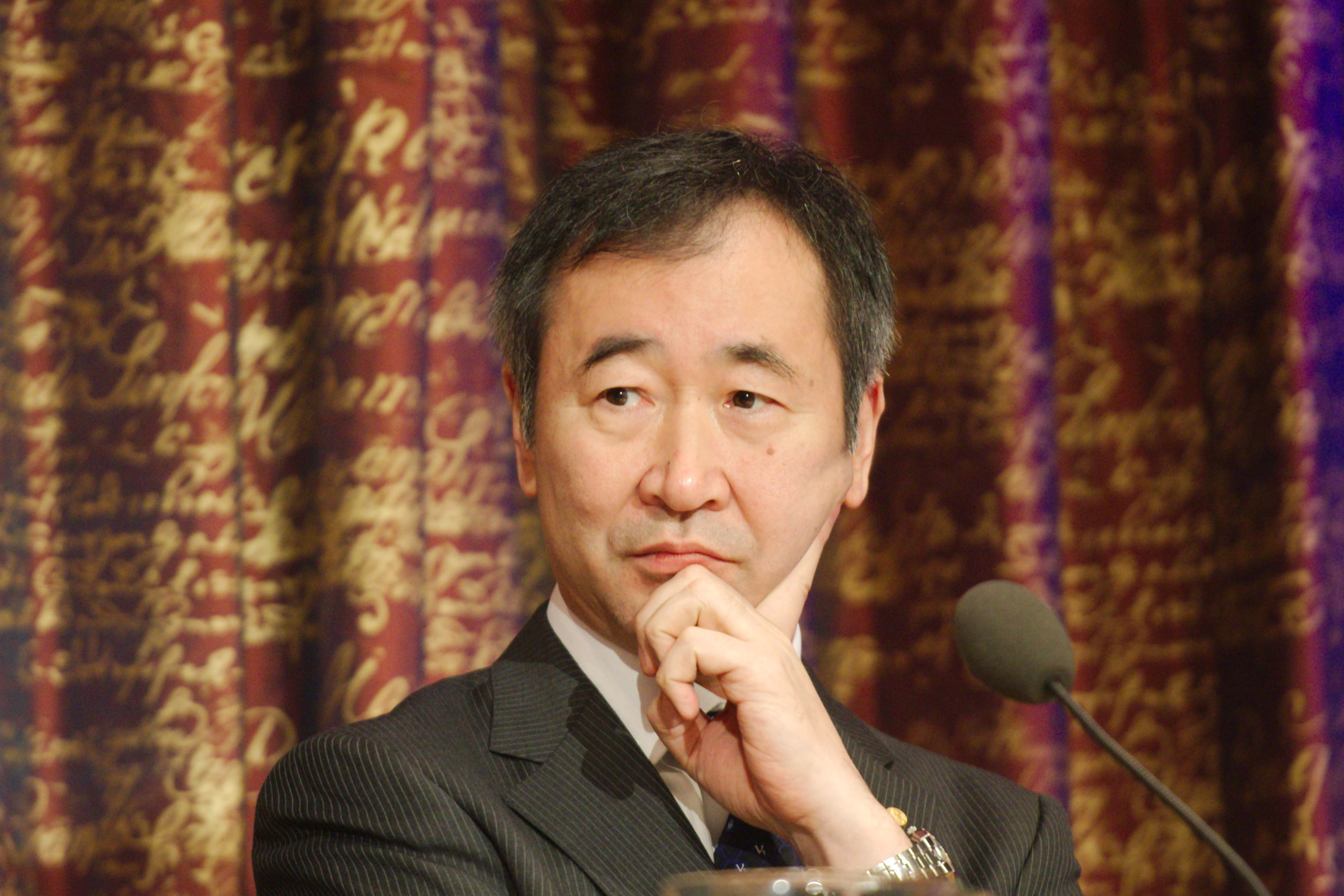
2015年12月7日、ストックホルムにて

- 自身について、真面目で楽観的な性格だから研究を続けられた、としている。
- 妻や同僚の塩澤眞人教授、共同研究者の中家剛教授などによると、冷静で感情を表に出すことはあまりなく、温厚で怒っているのを見たことがないという。
- 指導教官の小柴昌俊によると、謙虚かつ控えめで、学生時代は議論ではあまり活発に発言しなかったが、実験には熱心だったという。
- 中学時代の担任によると、先生の言うことをよく聞く素直な子供だったが、温和で控えめな性格で、授業中に積極的に発言するようなことはなかったという[26]。
- 趣味はなく、飲酒や喫煙もせず、休日は富山市の自宅で寝ていることが多いという。また、テレビではニュース番組を見るという[16][18]。
- 子供の頃は親から注意されるほど読書が好きで、隠れて本を読んでいた[27]。
- 後進の育成のため東京大学や東京理科大学で教鞭を執る他、母校の埼玉県立川越高校でも授業や物理部の指導を行っている[20][25][28]。
- 出身地の東松山市では、全中学２年生を対象とする「夢 with Science[29]」で、毎年のように講演[30]している[31]。

## 業績

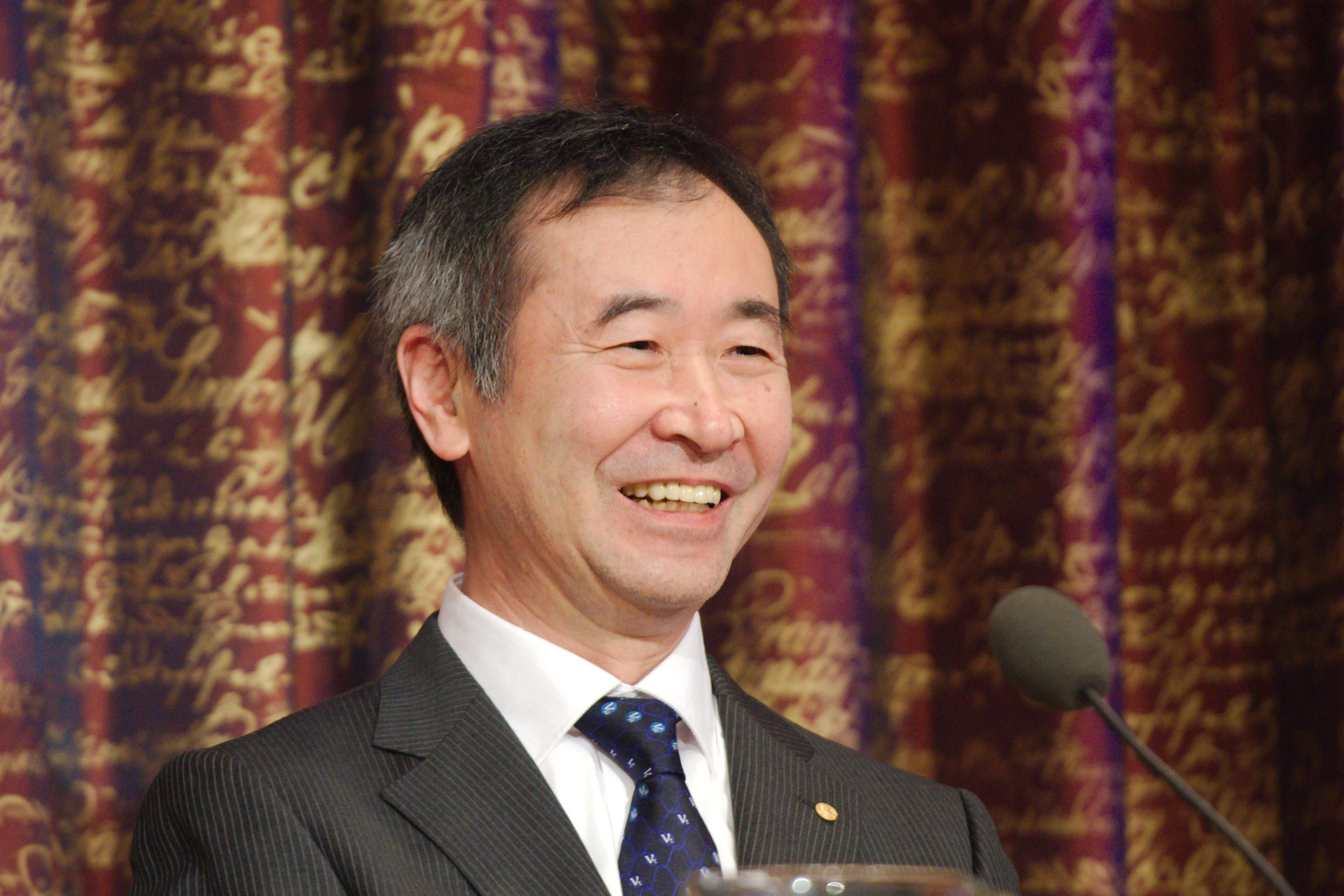
2015年12月7日、ストックホルムにて

ニュートリノ研究を始めたのは、東大理学部附属素粒子物理国際研究センター助手になって間もない1986年のことである。ニュートリノの観測数が理論的予測と比較して大幅に不足していることに気づき、それがニュートリノ振動によるものと推測した。ニュートリノ振動とは、ニュートリノが途中で別種のニュートリノに変化するという現象であり、ニュートリノに質量があることを裏付けるものである。これを明らかにするためには膨大な観測データが必要であり、岐阜県神岡町（現・飛騨市）にあるニュートリノの観測装置カミオカンデで観測を始めた。転機となったのはカミオカンデより容積が15倍大きいスーパーカミオカンデが1996年に完成し、観測データが飛躍的に増大してからであった。
1996年よりスーパーカミオカンデで大気ニュートリノを観測、ニュートリノが質量を持つことを確認し、1998年ニュートリノ物理学・宇宙物理学国際会議で発表。1999年に第45回仁科記念賞を受賞した。これらの成果はすべてグループによる研究の賜物であった。2015年、アーサー・B・マクドナルドと共にノーベル物理学賞を受賞。受賞理由は「ニュートリノが質量をもつことを示すニュートリノ振動の発見」である。同年、ノーベル生理学医学賞を受賞した大村智らと共に文化勲章を受章した。
2015年の梶田のノーベル物理学賞の受賞理由となった「ニュートリノが質量をもつことを示すニュートリノ振動の発見」は、梶田の先輩であり師でもあった戸塚洋二を中心として行われた研究の賜物であり、梶田は戸塚の後継者としてノーベル物理学賞を受賞する形となったが、戸塚本人は2008年に癌で亡くなっており、もしも戸塚が生きていれば梶田との共同受賞は確実だったと惜しまれた。梶田自身もノーベル物理学賞受賞発表時の記者会見の場において、「戸塚氏が生きていたら共同受賞していたと思いますか」との質問に「はい、そう思います」と即答している。

## 受賞・栄典

### 学術賞
- 1988年 - 朝日賞（「神岡観測グループ（代表者：小柴昌俊）」として）[37]
- 1989年 - ブルーノ・ロッシ賞（米国）（「カミオカンデ実験チーム」として）[38]
- 1999年
  - 朝日賞（「スーパーカミオカンデ観測グループ（代表者：戸塚洋二）」として）[39]
  - 第45回仁科記念賞[40]
- 2002年 - パノフスキー賞（米国）[41]
- 2010年 - 第1回戸塚洋二賞[42]
- 2012年 - 日本学士院賞[4][43]
- 2013年 - ユリウス・ヴェス賞[44][45]
- 2015年 - ノーベル物理学賞[8]
- 2016年
  - 基礎物理学ブレイクスルー賞[46]
  - 中日文化賞[47][48][49]
- 2019年 - 国際純粋・応用物理学連合よりホーミ・J・バーバー賞[50]

### 栄典
- 2015年
  - 文化勲章・文化功労者[35]
  - 埼玉県民栄誉章
  - 第58回埼玉文化賞・特別賞
  - 東松山市名誉市民[51]
  - さいたま市民栄誉賞
  - 越谷市名誉市民[52]
  - 柏市民特別功労賞
  - 岐阜県民栄誉大賞
  - 飛騨市名誉市民
  - 富山市名誉市民[53]
- 2016年 - 川越市民栄誉賞
- 2017年 - ベルン大学名誉博士、第4回バークレー日本賞

## 著書

### 単著
- 『ニュートリノで探る宇宙と素粒子』平凡社、2015年。ISBN 978-4-582-50305-0
- 『ニュートリノ小さな大発見』朝日新聞出版、2016年。978-4-02-263045-2
- 『探究する新しい科学 1〜3』 東京書籍、2020年。

### 共著
- 『自然の謎と科学のロマン （上）』平林久、益川敏英、秋光純、銀林浩、立石雅昭、丸山健人との共著、新日本出版社、2003年。
- 『地底から宇宙をさぐる ニュートリノ質量が発見されるまで』戸塚洋二との共著、岩波書店、2016年。

## 論文

### 単著
- 「カミオカンデにおける大気ニュートリノ観測の最新結果」『日本物理学会誌』第49巻第12号、1994年。
- 「スーパーカミオカンデにおけるニュートリノの観測」『日本物理学会誌』第52巻第11号、1997年。
- 「ニュートリノの質量―スーパーカミオカンデの大気ニュートリノ観測から」『科学』第68巻第3号、岩波書店、1998年。
- 「大気ニュートリノの異常とニュートリノ振動」『パリティ』第13巻第3号、丸善、1998年。
- 「ニュートリノ振動の証拠：スーパーカミオカンデにおける大気ニュートリノの観測から」『日本物理学会誌』第53巻第10号、1998年。
- 「ニュートリノの質量の発見―素粒子の標準理論を越える物理への第一歩」『科学』第69巻第2号、岩波書店、1999年。
- 「ニュートリノ振動と質量―大気ニュートリノと太陽ニュートリノ」『パリティ』第14巻第4号、丸善、1999年。
- 「ニュートリノや宇宙線をどのように見るか」『可視化情報学会誌』第19巻、1999年。
- 「スーパーカミオカンデにおける大気ニュートリノの観測とニュートリノの質量の証拠」『天文月報』第92巻第8号、日本天文学会、1999年。
- 「巨大地下実験装置「スーパーカミオカンデ」」『特殊鋼』第49巻第7号、2000年。
- 「ニュートリノ天文学」『学術月報』第56巻第2号、日本学術振興会、2003年。
- 「大気ニュートリノ振動の発見」『日本物理学会誌』第58巻第5号、2003年。

### 共著
- 「陽子崩壊実験I：モンテカルロ計算」有坂勝史、藤井忠男、梶田隆章、小柴昌俊、ほか『日本物理学会年会予稿集』第36巻第1号、1981年。
- 「陽子崩壊実験II：20インチ光電子倍増管テスト」有坂勝史、藤井忠男、梶田隆章、小柴昌俊、ほか『日本物理学会年会予稿集』第36巻第1号、1981年。
- 「陽子の崩壊-バリオン数の非保存」中村健蔵、梶田隆章『数理科学』第26巻第11号、サイエンス社、1988年。
- 「超新星ニュートリノの観測」戸塚洋二、梶田隆章『数理科学』第31巻第1号、サイエンス社、1993年。
- 「ニュートリノの質量の発見」Kearns Edward、梶田隆章、戸塚洋二『日経サイエンス』第29巻第10号、1999年。